# Джозеф-Сіті

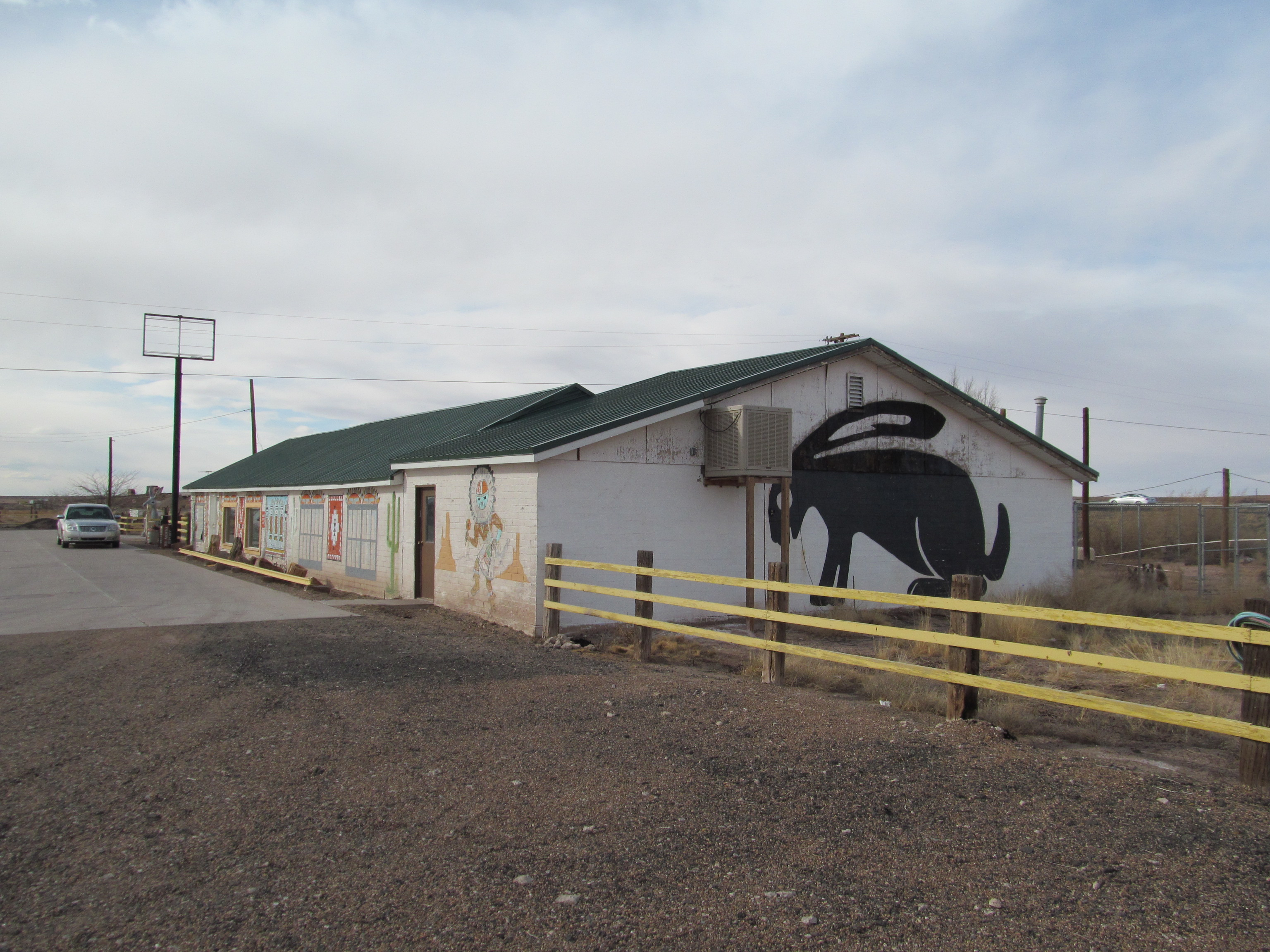
Факторія «Кролик Джек» у Джозеф-Сіті

Джозеф-Сіті (англ. Joseph City) — переписна місцевість (CDP) в США, в окрузі Навахо штату Аризона. Населення — 1307 осіб (2020).

## Географія
Джозеф-Сіті розташований за координатами 34°57′49″ пн. ш. 110°19′45″ зх. д. / 34.96361° пн. ш. 110.32917° зх. д. (34.963693, -110.329039). За даними Бюро перепису населення США в 2010 році переписна місцевість мала площу 19,20 км², з яких 19,17 км² — суходіл та 0,04 км² — водойми.

### Клімат
| Клімат : Джозеф-Сіті    | Клімат : Джозеф-Сіті | Клімат : Джозеф-Сіті | Клімат : Джозеф-Сіті | Клімат : Джозеф-Сіті | Клімат : Джозеф-Сіті | Клімат : Джозеф-Сіті | Клімат : Джозеф-Сіті | Клімат : Джозеф-Сіті | Клімат : Джозеф-Сіті | Клімат : Джозеф-Сіті | Клімат : Джозеф-Сіті | Клімат : Джозеф-Сіті | Клімат : Джозеф-Сіті |
| Показник                | Січ.                 | Лют.                 | Бер.                 | Квіт.                | Трав.                | Черв.                | Лип.                 | Серп.                | Вер.                 | Жовт.                | Лист.                | Груд.                | Рік                  |
| Абсолютний максимум, °C | 23,3                 | 37,2                 | 31,7                 | 33,9                 | 38,3                 | 42,2                 | 41,1                 | 42,8                 | 41,1                 | 35,6                 | 31,7                 | 25,6                 | 42,8                 |
| Середній максимум, °C   | 10,3                 | 14,4                 | 18,4                 | 22,9                 | 27,7                 | 33,4                 | 35,2                 | 33,4                 | 30,2                 | 23,7                 | 16,4                 | 10,8                 | 23,1                 |
| Середній мінімум, °C    | −6,2                 | −3,8                 | −0,9                 | 2,2                  | 6,3                  | 10,8                 | 15,4                 | 15,0                 | 10,5                 | 3,4                  | −2,4                 | −6,2                 | 3,7                  |
| Абсолютний мінімум, °C  | −28,9                | −28,3                | −16,7                | −12,2                | −10,6                | −1,1                 | 5,0                  | 2,2                  | −7,8                 | −9,4                 | −23,3                | −29,4                | −29,4                |
| Норма опадів, мм        | 18                   | 17                   | 18                   | 9                    | 10                   | 5                    | 30                   | 38                   | 30                   | 27                   | 17                   | 14                   | 233                  |
| Днів з опадами          | 4,0                  | 3,5                  | 4,6                  | 2,7                  | 3,3                  | 1,6                  | 6,0                  | 8,0                  | 5,4                  | 4,1                  | 3,0                  | 3,6                  | 49,8                 |
| Днів зі снігом          | 0,8                  | 0,7                  | 0,6                  | 0,1                  | 0                    | 0                    | 0                    | 0                    | 0                    | 0                    | 0,6                  | 0,6                  | 3,4                  |
| ----------------------- | -------------------- | -------------------- | -------------------- | -------------------- | -------------------- | -------------------- | -------------------- | -------------------- | -------------------- | -------------------- | -------------------- | -------------------- | -------------------- |
| Джерело:                |                      |                      |                      |                      |                      |                      |                      |                      |                      |                      |                      |                      |                      |

## Демографія
Згідно з переписом 2010 року, у переписній місцевості мешкало 1386 осіб у 430 домогосподарствах у складі 347 родин. Густота населення становила 72 особи/км². Було 547 помешкань (28/км²).
Расовий склад населення:
| - 84,6 % — білих - 10,2 % — корінних американців - 0,4 % — чорних або афроамериканців - 0,1 % — азіатів - 2,3 % — осіб інших рас |

До двох чи більше рас належало 2,3 %. Частка іспаномовних становила 9,1 % від усіх жителів.
За віковим діапазоном населення розподілялося таким чином: 37,6 % — особи молодші 18 років, 52,8 % — особи у віці 18—64 років, 9,6 % — особи у віці 65 років та старші. Медіана віку мешканця становила 28,1 року. На 100 осіб жіночої статі у переписній місцевості припадало 91,4 чоловіків; на 100 жінок у віці від 18 років та старших — 88,5 чоловіків також старших 18 років.
Середній дохід на одне домашнє господарство становив 54 270 доларів США (медіана — 45 341), а середній дохід на одну сім'ю — 59 737 доларів (медіана — 46 406). Медіана доходів становила 50 000 доларів для чоловіків та 20 625 доларів для жінок. За межею бідності перебувало 31,7 % осіб, у тому числі 47,8 % дітей у віці до 18 років та 37,2 % осіб у віці 65 років та старших.
Цивільне працевлаштоване населення становило 420 осіб. Основні галузі зайнятості: освіта, охорона здоров'я та соціальна допомога — 18,8 %, роздрібна торгівля — 15,7 %, будівництво — 14,8 %, мистецтво, розваги та відпочинок — 14,3 %.